# CFU Club Championship
Het CFU Club Championship (Flow CONCACAF Caribbean Club Championship, naar de laatste sponsor) was een internationaal voetbalbekertoernooi, sinds 1997 georganiseerd door de Caraïbische Voetbalunie (CFU), voor clubs van bij de CFU aangesloten landen. De winnaar kwalificeerde zich samen met de nummers twee en drie voor de CONCACAF Champions League, tot 2006 kwalificeerde alleen de winnaar zich voor de CONCACAF Champions Cup. Het toernooi werd in 2023 vervangen door de Concacaf Caribbean Cup. Deze verandering werd gerealiseerd na de uitbreiding van het aantal deelnemende clubs in de Concacaf Champions Cup vanaf seizoen 2024.

## Finales
De derde plaats is toegevoegd vanaf het jaar dat deze plaats recht gaf op kwalificatie voor de CONCACAF Champions League.
| Seizoen | Winnaar               | Uitslag                 | Finalist              | 3e plaats             |
| ------- | --------------------- | ----------------------- | --------------------- | --------------------- |
| 1997    | United Petrotrin      | 2 – 1                   | Seba United           |                       |
| 1998    | Joe Public            | 1 – 0                   | Caledonia AIA         |                       |
| 2000    | Joe Public            | *                       | W Connection          |                       |
| 2001    | Defence Force         | **                      | W Connection          |                       |
| 2002    | W Connection          | **                      | Arnett Gardens        |                       |
| 2003    | San Juan Jabloteh     | 2 – 1, 1 – 2 (4 – 2 p.) | W Connection          |                       |
| 2004    | Harbour View          | 1 – 1, 2 – 1            | Tivoli Gardens        |                       |
| 2005    | Portmore United       | 1 – 2, 4 – 0            | SV Robinhood          |                       |
| 2006    | W Connection          | 1 – 0                   | San Juan Jabloteh     |                       |
| 2007    | Harbour View          | 2 – 1                   | Joe Public            | Puerto Rico Islanders |
| 2009    | W Connection          | 2 – 1                   | Puerto Rico Islanders | San Juan Jabloteh     |
| 2010    | Puerto Rico Islanders | *                       | Joe Public            | San Juan Jabloteh     |
| 2011    | Puerto Rico Islanders | 3 – 1 nv                | Tempête               | Alpha United          |
| 2012    | Caledonia AIA         | 1 – 1 nv (4 – 3 p.)     | W Connection          | Puerto Rico Islanders |
| Seizoen | Gekwalificeerde teams | Gekwalificeerde teams   | Gekwalificeerde teams | Gekwalificeerde teams |
| 2013    | W Connection          | Valencia                | Valencia              | Caledonia AIA         |
| 2014    | Bayamón               | Waterhouse              | Waterhouse            | Alpha United          |
| Seizoen | Winnaar               | Uitslag                 | Finalist              | 3e plaats             |
| 2015    | Central               | 2 – 1                   | W Connection          | Montego Bay United    |
| 2016    | Central               | 3 – 0                   | W Connection          | Don Bosco             |
| 2017    | Cibao                 | 1 – 0                   | San Juan Jabloteh     | Portmore United       |
| 2018    | Club Atlético Pantoja | 0 – 0 (6 – 5 p)         | Arnett Gardens        | Portmore United       |
| 2019    | Portmore United       | *                       | Waterhouse            | Capoise               |
| 2020    | Club Atlético Pantoja | ***                     | Waterhouse            | Arcahaie              |
| 2021    | Cavaly                | 3 – 0                   | Inter Moengotapoe     |                       |
| 2022    | Violette              | 0 – 0 (4 – 3 p)         | Cibao                 | Atlético Vega Real    |

* 2000, 2010, 2019: geen finalewedstrijd, maar een finalepoule.
** 2001, 2002: geen finalewedstrijd, maar nummers 1 en 2 beslist op basis van 1) punten, 2) doelsaldo, 3) doelpunten voor.
*** 2020: de laatste fase van deze editie werd afgelast vanwege de COVID-19-pandemie. De resultaten in de groepsfase werden gebruikt om de teams te bepalen die zich kwalificeerden voor de CONCACAF Champions League 2021 (Club Atlético Pantoja) en de CONCACAF League 2020 (Waterhouse, Arcahaie, Cibao).
2001
| Groep | Club          | W | G | V | Pnt. | DV | DT |
| ----- | ------------- | - | - | - | ---- | -- | -- |
| B     | Defence Force | 2 | 0 | 0 | 6    | 8  | 2  |
| A     | W Connection  | 2 | 0 | 0 | 6    | 7  | 1  |

2002
| Groep | Club           | W | G | V | Pnt. | DV | DT |
| ----- | -------------- | - | - | - | ---- | -- | -- |
| B     | W Connection   | 2 | 0 | 0 | 6    | 4  | 1  |
| A     | Arnett Gardens | 1 | 1 | 0 | 4    | 5  | 0  |